# 马基亚戈德纳
马基亚戈德纳（義大利語：Macchiagodena），是意大利伊塞尔尼亚省的一个市镇。总面积34平方公里，人口1897人，人口密度55.8人/平方公里（2009年）。ISTAT代码为094026。